# Monsun
För andra betydelser, se Monsun (olika betydelser).

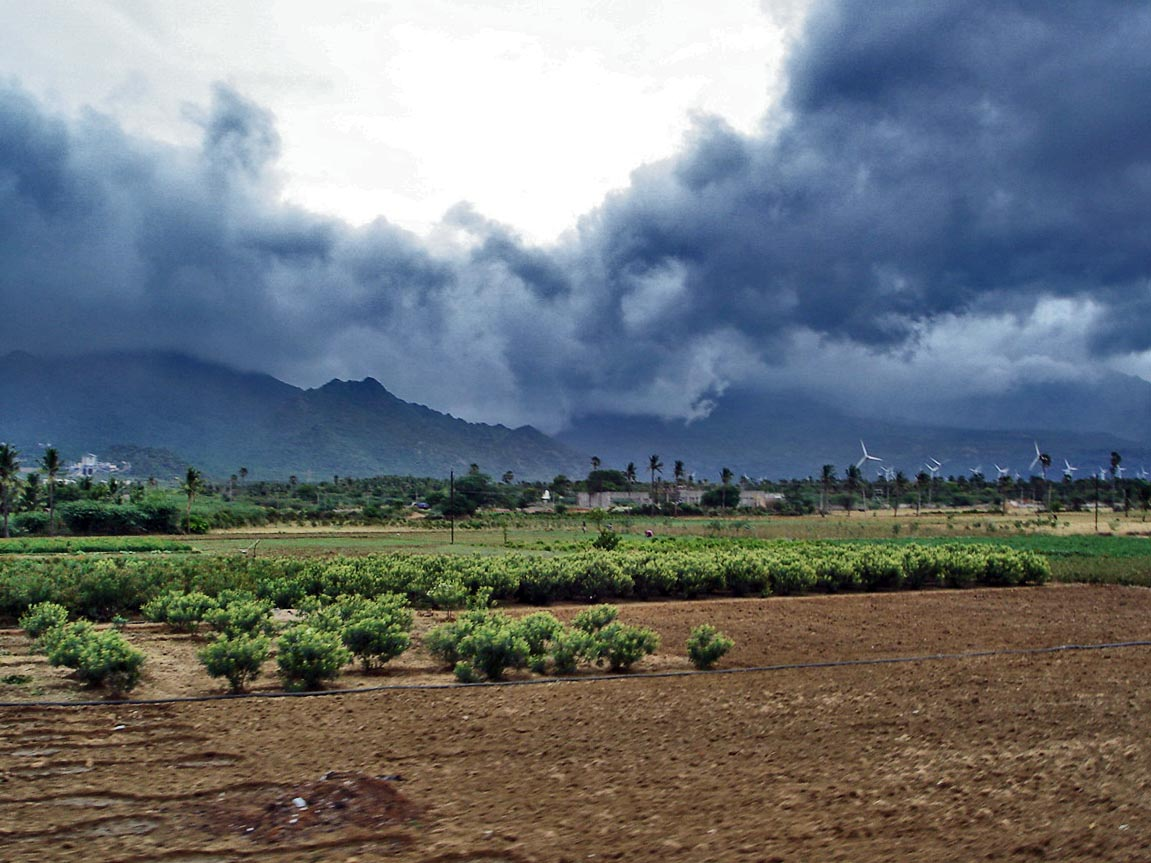
Monsun med moln och skurar i Aralvaimozhy, nära Nagercoil, Indien

Monsun (etymologi från ty. Monsun, port. moução, arab. mawsim), en vind som i vissa geografiska områden periodiskt återkommer, beroende på bland annat temperaturskillnader och temperaturskiftningar i hav och över kontinenter. Vanligen blåser en sommarmonsun in från havet in över ett uppvärmt landområde och för med sig stora nederbördsmängder, medan vintermonsunen blåser från kontinenten och mot havet beroende på avkylning av landmassan.
Monsunen uppfattas som ett rent tropiskt fenomen vilket inte är helt och hållet korrekt. Monsunen är dock klart mest kraft- och betydelsefull just i tropiska områden i Sydasien och Östasien men förekommer även i till exempel sydvästra Nordamerika och i norra Australien. I dessa områden bestäms dessutom årstiderna av monsunen. Man kan till exempel tala om "regnperioden" och "torrperioden", istället för om till exempel vår, sommar och höst. 
Den indiska sommarmonsunen blåser i de flesta delar av landet från sydväst, medan havsströmmarna påverkas åt motsatt håll och förstärks från östlig riktning. Även det torra Sahelområdet i Afrika påverkas av sommarmonsunen, och torkans utsträckning ett visst år bestäms av hur långt norrut monsunen förmår blåsa.